# Listă de filme bazate pe lucrările Agathei Christie

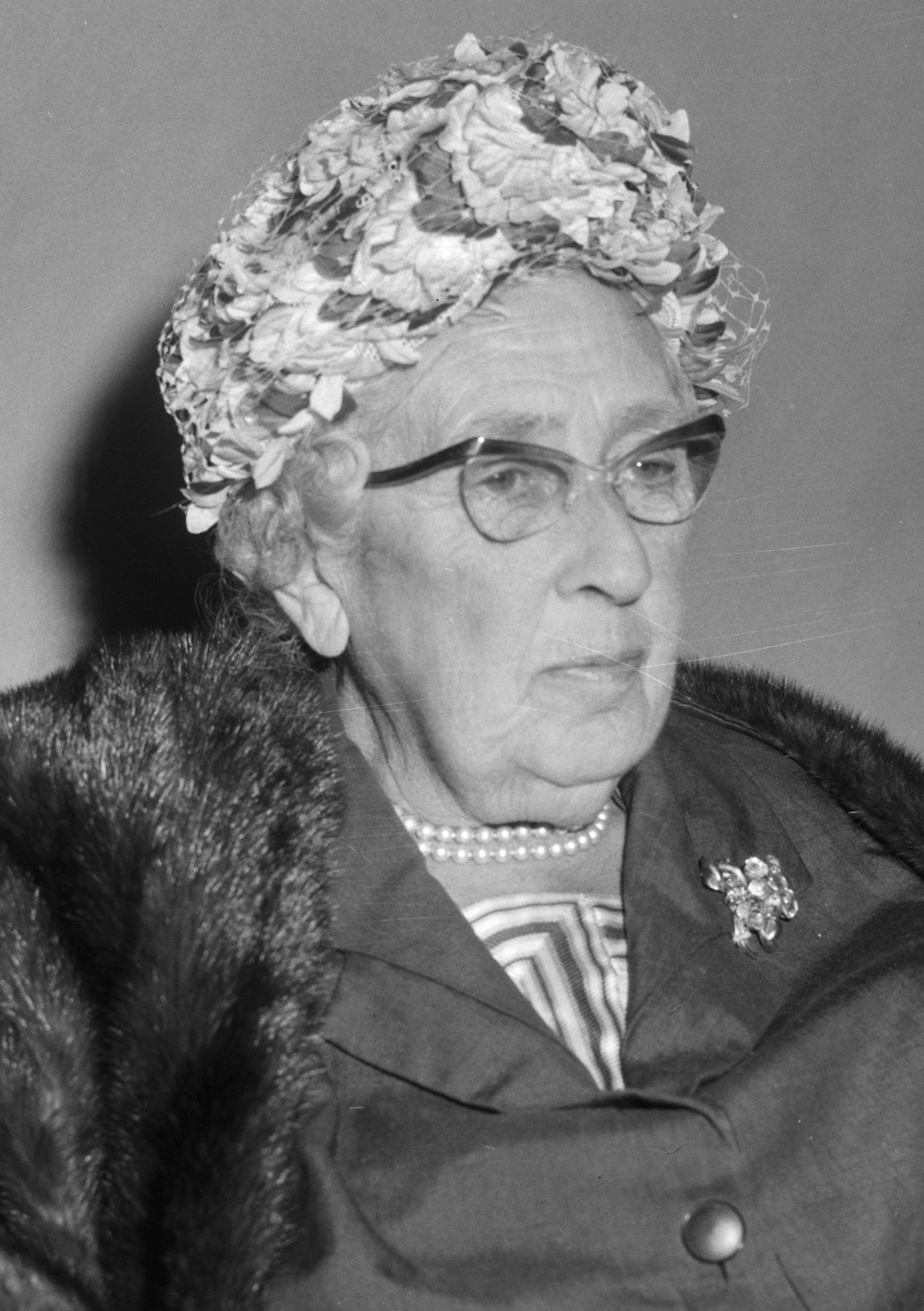
Agatha Christie

Aceasta este o listă de filme cinematografice și de filme și seriale TV bazate pe lucrările scriitoarei britanice Agatha Christie. Prima ecranizare de acest fel este filmul The Passing of Mr. Quin din 1928. Lista este în ordine cronologică.
Zece negri mititei a avut mai multe adaptări decât orice altă operă a lui Agatha Christie. Mare parte dintre adaptări au folosit finalul alternativ al piesei de teatru din 1943, scrisă tot de Christie.

## Film
| An   | Titlu                                                | Bazat pe                                                                        | Personaj           | Țara              | Note |
| ---- | ---------------------------------------------------- | ------------------------------------------------------------------------------- | ------------------ | ----------------- | --- |
| 1928 | The Passing of Mr. Quinn                             | The Coming of Mr Quin                                                           | Dr. Alec Portal    | Regatul Unit      | Prima adaptare britanică cinematografică a operei lui Christie.                                                                    |
| 1929 | Die Abenteurer G.m.b.H.                              | Adversarul secret                                                               | Nume schimbate     | Germania          | Prima adaptare cinematografică străină a operei lui Christie; Numele schimbat față de roman.                                       |
| 1931 | Alibi                                                | Piesa de teatru Alibi și romanul Cine l-a ucis pe Roger Ackroyd?                | Hercule Poirot     | Regatul Unit      | Prima adaptare cinematografică cu Hercule Poirot                                                                                   |
| 1931 | Cafeaua neagră                                       | Cafeaua neagră                                                                  | Hercule Poirot     | Regatul Unit      | Este considerat film pierdut. |
| 1932 | Le coffret de laque                                  | Cafeaua neagră                                                                  | Hercule Poirot     | Franța            | Adaptare a Cafeaua neagră. |
| 1934 | 13 la cină                                           | 13 la cină                                                                      | Hercule Poirot     | Regatul Unit      | |
| 1937 | Love from a Stranger                                 | Piesa de teatru Love from a Stranger și povestirea Philomel Cottage             | Nume schimbate     | Regatul Unit      | Lansat în SUA ca A Night of Terror                                                                                                 |
| 1945 | Zece negri mititei                                   | Piesa de teatru Zece negri mititei și romanul Zece negri mititei                | Nume schimbate     | Regatul Unit      | Prima ecranizare a romanului Zece negri mititei                                                                                    |
| 1947 | Love from a Stranger                                 | Piesa de teatru Love from a Stranger și povestirea Philomel Cottage             | Cecily Harrington  | Regatul Unit      | Lansat în Regatul Unit ca A Stranger Walked In                                                                                     |
| 1957 | Martorul acuzării                                    | Piesa de teatru Martorul acuzării și povestirea The Witness for the Prosecution | Leonard Vole       |                   | |
| 1960 | The Spider's Web                                     | Spider's Web                                                                    | Hailsham-Brown     |                   | |
| 1960 | Chupi Chupi Aashey                                   | The Mousetrap și povestirea Three Blind Mice                                    | Nume schimbate     | India             | |
| 1961 | Crimă a spus ea (Murder, She Said)                   | Trenul de Paddington                                                            | Miss Marple        |                   | Prima ecranizare cu Miss Marple |
| 1963 | Crimă la galop (Murder at the Gallop)                | Hercule Poirot: După înmormântare                                               | Miss Marple        |                   | Romanul original este cu Hercule Poirot, nu cu Miss Marple ca în film                                                              |
| 1964 | Crimă în culise (Murder Most Foul)                   | Doamna McGinty a murit                                                          | Miss Marple        |                   | Romanul original este cu Hercule Poirot, nu cu Miss Marple ca în film                                                              |
| 1964 | Crimă pe mare (Murder Ahoy!)                         | Nici una                                                                        | Miss Marple        |                   | Un film original, care nu se bazează pe nicio carte, deși împrumută câteva elemente din Misterul din oglindă                       |
| 1965 | Zece negri mititei                                   | Piesa de teatru Zece negri mititei și romanul Zece negri mititei                | Nume schimbate     |                   | |
| 1965 | Gumnaam                                              | Zece negri mititei                                                              | Nume schimbate     | India             | Adaptare nemenționată |
| 1965 | Omorurile alfabetice                                 | Ucigașul ABC                                                                    | Hercule Poirot     |                   | |
| 1970 | Nadu Iravil                                          | And Then There Were None                                                        | Nume schimbate     | India             | Adaptare nemenționată în tamilă |
| 1972 | Infernul crimelor tăinuite                           | Infernul crimelor tăinuite                                                      | Michael Rogers     |                   | |
| 1973 | Dhund                                                | The Unexpected Guest                                                            | Nume schimbate     | India             | Dhund (traducere: Ceața) produs și regizat de B.R. Chopra                                                                          |
| 1974 | Crima din Orient Express                             | Crima din Orient Express                                                        | Hercule Poirot     | Regatul Unit      | |
| 1974 | Zece negri mititei                                   | Piesa de teatru Zece negri mititei și romanul Zece negri mititei                | Nume schimbate     | coproducție       | Lansat în Anglia ca And Then There Were, în SUA ca Ten Little Indians, în Germania ca Ein Unbekannter rechnet ab (titlul original) |
| 1978 | Moarte pe Nil) (Death on the Nile)                   | Piesa de teatru Moarte pe Nil și romanul Moarte pe Nil                          | Hercule Poirot     | Marea Britanie    | [ 5 ] |
| 1980 | Oglinda spartă (The Mirror Crack'd)                  | The Mirror Crack'd from Side to Side                                            | Miss Marple        | Marea Britanie    | |
| 1982 | Crimă sub soare (Evil Under the Sun)                 | Crimă sub soare                                                                 | Hercule Poirot     |                   | |
| 1983 | Тайна «Чёрных дроздов» (Tayna chyornykh drozdov)     | romanul A Pocket Full of Rye                                                    | Nume schimbate     | Uniunea Sovietică | Cu sensul de Taina Păsării Negre                                                                                                   |
| 1985 | Ordeal by Innocence                                  | Cele două adevăruri                                                             | Arthur Calgary     |                   | |
| 1987 | Zece negri mititei (Десять негритят)                 | Piesa de teatru Zece negri mititei și romanul Zece negri mititei                | Lawrence Wargrave  | Rusia sovietică   | |
| 1988 | Întâlnire cu moartea (Appointment with Death)        | Piesa de teatru Întâlnire cu moartea și romanul Întâlnire cu moartea            | Hercule Poirot     |                   | |
| 1989 | Zece negri mititei                                   | Piesa de teatru Zece negri mititei și romanul Zece negri mititei                | Lawrence Wargrave  |                   | |
| 1995 | Minciuni nevinovate (Innocent Lies)                  | Towards Zero                                                                    | Nume schimbate     |                   | Vag bazat pe Towards Zero. |
| 2003 | Shubho Mahurat                                       | Oglinda spartă                                                                  | Nume schimbate     | India (Bengali)   | Vag bazat pe Oglinda spartă |
| 2004 | Minți ucigătoare (Mindhunters)                       | n/a                                                                             | Nume schimbate     |                   | Vag bazat pe piesa de teatru Zece negri mititei și romanul Zece negri mititei                                                      |
| 2005 | Mon petit doigt m'a dit...                           | Când mă furnică degetele                                                        | Prudence Beresford | Franța            | |
| 2007 | Se caută un suspect (L'Heure zéro)                   | Towards Zero                                                                    | Nume schimbate     | Franța            | |
| 2008 | Crima e meseria noastră (Le crime est notre affaire) | Trenul de Paddington                                                            | Prudence Beresford | Franța            | În romanul original apare Miss Marple, nu Bersesford                                                                               |
| 2008 | Marele Alibi                                         | Conacul dintre dealuri                                                          | Nume schimbate     | Franța            | Nu apare niciun detectiv belgian în acest film.                                                                                    |
| 2011 | Aduthathu                                            | Piesa de teatru Zece negri mititei și romanul Zece negri mititei                | Nume schimbate     | India             | |
| 2012 | Grandmaster                                          | The A.B.C. Murders                                                              | Nume schimbate     | India (Malayalam) | |
| 2015 | Aatagara                                             | Piesa de teatru Zece negri mititei și romanul Zece negri mititei                | Nume schimbate     | India             | |
| 2016 | Chorabali                                            | Cu cărțile pe masă                                                              | Nume schimbate     | India             | (Bengali) |
| 2017 | Crima din Orient Express                             | Crima din Orient Express                                                        | Hercule Poirot     | Regatul Unit      | |
| 2017 | Crimă la conac (Crooked House)                       | Crima din căsuța strâmbă                                                        | Charles Hayward    |                   | |
| 2022 | Moarte pe Nil                                        | Moarte pe Nil                                                                   | Hercule Poirot     |                   | Continuarea a filmului Crima din Orient Expres din 2017.                                                                           |

## Televiziune
- 1938 Love from a Stranger (Bazat pe piesa de teatru omonimă și povestirea Philomel Cottage)
- 1947 Love from a Stranger
- 1949 Zece negri mititei
- 1955 Spider's Web (Bazat pe piesa de teatru omonimă)
- 1959 Zece negri mititei
- 1970 The Murder at the Vicarage
- 1980 Why Didn't They Ask Evans?
- 1982 Spider's Web, The Seven Dials Mystery, The Agatha Christie Hour, Murder is Easy, Martorul acuzării (The Witness for the Prosecution)
- 1983 Adversarul secret (The Secret Adversary), Partners in Crime, A Caribbean Mystery, Sparkling Cyanide
- 1985 Murder with Mirrors, Treisprezece la cină / 13 la cină (Thirteen at Dinner)
- 1986 Moartea joacă murdar (Dead Man's Folly), Crimă în trei acte (Murder in Three Acts)
- 1989 The Man in the Brown Suit
- 1997 The Pale Horse
- 2001 Murder on the Orient Express
- 2003 Sparkling Cyanide
- 2007 Petits Meurtres en famille (O adaptare franceză)
- 2015 Partners in Crime, And Then There Were None
- 2016 The Witness For The Prosecution
- 2018 Ordeal by Innocence, The ABC Murders, Ms. Ma, Nemesis
- 2020 Calul bălan (The Pale Horse)

### Serialul TVMiss Marple
Episoadele serialului TV Miss Marple sunt:
- 1984 The Body in the Library
- 1985 The Moving Finger, A Murder is Announced, A Pocket Full of Rye
- 1986 The Murder at the Vicarage
- 1987 Sleeping Murder, At Bertram's Hotel, Nemesis, 4.50 from Paddington
- 1989 A Caribbean Mystery
- 1991 They Do It with Mirrors
- 1992 The Mirror Crack'd from Side to Side

### Serialul TVAgatha Christie's Marple
Episoadele serialului TV Agatha Christie's Marple sunt:
- 2004 The Body in the Library, The Murder at the Vicarage, 4.50 from Paddington
- 2005 A Murder is Announced, Sleeping Murder
- 2006 The Moving Finger, By the Pricking of My Thumbs, The Sittaford Mystery
- 2007 Towards Zero, Nemesis, At Bertram's Hotel, Ordeal by Innocence
- 2009 A Pocket Full of Rye, Murder is Easy, They Do It with Mirrors, Why Didn't They Ask Evans?
- 2010 The Mirror Crack'd from Side to Side, The Secret of Chimneys, The Blue Geranium, The Pale Horse
- 2013 A Caribbean Mystery, Greenshaw's Folly, Endless Night

### Serialul TVAgatha Christie's Poirot
Episoadele serialului TV  Agatha Christie's Poirot sunt:
- 1989 The Adventure of the Clapham Cook, Murder in the Mews, The Adventure of Johnnie Waverly, Four and Twenty Blackbirds, The Third Floor Flat, Triangle at Rhodes, Problem at Sea, The Incredible Theft, The King of Clubs, The Dream
- 1990 Peril at End House, The Veiled Lady, The Lost Mine, The Cornish Mystery, The Disappearance of Mr. Davenhiem, Double Sin, The Adventure of the Cheap Flat, The Kidnapped Prime Minister, The Adventure of the Western Star, The Mysterious Affair at Styles
- 1991 How Does Your Garden Grow?, The Million Dollar Bond Robbery, The Plymouth Express, Wasps' Nest, The Tragedy at Marsdon Manor, The Double Clue, The Mystery of the Spanish Chest, The Theft of the Royal Ruby, The Affair at the Victory Ball, The Mystery of Hunter's Lodge
- 1992 The ABC Murders, Death in the Clouds, One, Two, Buckle My Shoe
- 1993 The Adventure of the Egyptian Tomb, The Under dog, The Yellow Iris, The Case of the Missing Will, The Adventure of the Italian Nobleman, The Chocolate Box, Dead Man's Mirror, The Jewel Robbery at the Grand Metropolitan
- 1995 Hercule Poirot's Christmas, Hickory Dickory Dock
- 1996 Murder on the Links, Dumb Witness
- 2000 The Murder of Roger Ackroyd, Lord Edgware Dies
- 2001 Evil Under the Sun
- 2002 Murder in Mesopotamia
- 2003 Five Little Pigs, Sad Cypress
- 2004 Death on the Nile, The Hollow
- 2006 The Mystery of the Blue Train, Cards on the Table, After the Funeral, Taken at the Flood
- 2008 Mrs. McGinty's Dead, Cat Among the Pigeons, Third Girl
- 2009 Appointment with Death
- 2010 Three Act Tragedy, Hallowe'en Party, Murder on the Orient Express
- 2011 The Clocks
- 2013 Elephants Can Remember, The Big Four, Dead Man's Folly, The Labours of Hercules, Curtain

Serialul TV francez Les Petits Meurtres d'Agatha Christie este bazat pe treizeci și șase de lucrări de ficțiune de mister ale scriitoarei Agatha Christie. Acesta a inclus o mini-serie în patru părți care are loc în Franța anilor 1930 (2006) și un serial distinct format din două serii, prima serie având loc în Franța anilor 1930 (2009-2012, 11 episoade) și seria a doua în Franța de la mijlocul anilor 1950 până în anii 1960 (2013–2020, 27 de episoade). O a treia serie, cu o nouă distribuție și stabilită în Franța anilor 1970, a fost anunțată în 2019. Majoritatea episoadelor din seria a 3-a sunt povești originale „în spiritul operelor lui Christie”.